# IC 1359
IC 1359 је спирална галаксија у сазвјежђу Делфин која се налази на листи објеката дубоког неба у Индекс каталогу.
Деклинација објекта је + 12° 29' 2" а ректасцензија 21h 8m 43,0s. Привидна величина (магнитуда) објекта IC 1359 износи 14,0 а фотографска магнитуда 14,9. IC 1359 је још познат и под ознакама UGC 11684, MCG 2-54-1, CGCG 426-4, 2ZW 103, PGC 66189.